# S/2021 N 1
S/2021 N 1 ist einer der kleineren äußeren Monde des Planeten Neptun.

## Entdeckung und Benennung
S/2021 N 1 wurde am 8. September 2021 durch die Astronomen Scott Sheppard, David J. Tholen, Chad Trujillo und Patryk S. Lykawka auf Aufnahmen entdeckt, die mit dem 8,2-m-Subaru-Teleskop am Mauna-Kea-Observatorium angefertigt wurden. Die Entdeckung wurde am 23. Februar 2024 bekannt gegeben, der Mond erhielt die vorläufige Bezeichnung S/2021 N 1.
Der Beobachtungszeitraum von S/2021 N 1 erstreckt sich vom 7. September 2021 bis zum 4. November 2023; es liegen insgesamt 14 Beobachtungen über einen Zeitraum von 2 Jahren vor.

## Bahneigenschaften
S/2021 N 1 umkreist Neptun in 10000 Tagen (etwa 27 Jahre) auf einer hochgradig elliptischen, retrograden Umlaufbahn zwischen 28.000.000 km und 73.000.000 km Abstand zu dessen Zentrum. Die Bahnexzentrizität beträgt 0,441, die Bahn ist 134,5° gegenüber dem Äquator von Neptun geneigt.
Der Mond ist einer der irregulären äußeren Neptunmonde.

## Physikalische Eigenschaften
S/2021 N 1 besitzt einen Durchmesser von etwa 14 km. Die absolute Helligkeit des Mondes beträgt 12,1 m.